# Beyond the Gates (film 2016)
Beyond the Gates è un film del 2016 diretto da Jackson Stewart.
Film horror con protagonisti Graham Skipper, Chase Williamson e Barbara Crampton, venne presentato il 2 giugno 2016 nel Los Angeles Film Festival dove vinse il premio del Pubblico nell'ambito della "Midnight Selection". Successivamente il film venne anche selezionato dal London FrightFest Film Festival per essere proiettato nella sala principale (Main Screen). Poco tempo dopo il film venne proiettato in alcune sale selezionate negli Stati Uniti e pubblicato in DVD in USA ed in UK il 13 febbraio 2017.

## Trama
Due fratelli trovano un vecchio VCR e un gioco in scatola che funziona con una VHS a cui il padre stava giocando prima di scomparire misteriosamente. Il gioco, dal titolo Beyond the Gates, però, non sembra essere solo un gioco e presto i due protagonisti dovranno lottare per sopravvivere e per scoprire cos'è successo al loro padre.

## Accoglienza
Il film ha ricevuto principalmente critiche positive.
Nel noto accumulatore di recensioni online Rotten Tomatoes il film ha ricevuto una percentuale di gradimento dell'80%.
La nota rivista italiana di cinema Nocturno gli dà invece 3.5 stelle su 5 definendolo "un coloratissimo e divertente piccolo film horror destinato a diventare un’opera cult per i nostalgici, ma non lascerà insoddisfatti nemmeno i “nuovi” giovani spettatori in cerca di qualche “buon” spavento".
Sull'Internet Movie Database ha invece ricevuto un'accoglienza tiepida con un voto medio di 5.2 calcolato su 3090 recensioni.
Kalyn Corrigan del sito Bloody Disgusting definisce la pellicola un "malvagiamente divertente omaggio agli anni '80 che merita una visione" ed uno dei migliori film proiettati al Los Angeles Film Festival. In conclusione elogia il debutto di Jackson Stewart, gli effetti speciali ed anche il cast "talentuoso".

## Sequel
Nel 2017 Jackson Stewart annuncia l'uscita del sequel.. Il film sarà parzialmente ispirato a Nightmare 4 - Il non risveglio, uno dei film preferiti del regista.
Il 10 ottobre 2017 viene rivelato che il film sarà prodotto da Brian Yuzna e che Barbara Crampton e Jesse Merlin torneranno nei loro rispettivi ruoli.
A marzo 2018 Jackson Stewart annuncia che la sceneggiatura (co-scritta con Brian Yuzna) è quasi completa.